# Maternica
Máternica (latinsko Uterus, grško Metra ali Hystera) je del ženskih spolnih organov. Leži v mali medenici med sečnim mehurjem in danko in je v celoti nagnjena naprej. Je hruškaste oblike in na njej razlikujemo zgornji širši del - telo, in spodnji ožji del - vrat. Zaobljen zgornji del telesa je fundus. Spodnji del materničnega vratu sega v nožnico in na njem je v sredini maternično ustje. To se nadaljuje v kanal, ki poteka skozi maternični vrat in se odpira navzgor v trikotno, od spredaj nazaj stisnjeno maternično votlino. V zgornjih kotih te votline se odpirata jajcevoda.
Maternično votlino prekriva sluznica, ki ima osnovno ali bazalno plast, ki je stalna in povrhnjo ali funkcionalno plast, ki se spreminja. Ob menstruaciji vsak mesec propade, nato pa se spet obnovi pod vplivom jajčnikov hormonov, estrogena in progesterona. Sluznica postane debelejša in žleze v njej se pomnožijo. Tako se maternica pripravi na morebitno nosečnost. Če se jajčece ni oplodilo, progesteron usahne in sluznica se olušči (menstruacija). Mišičje maternice je gladko in je v telesu debelejše kot v vratu, kjer je tudi več veziva. Maternico prekriva peritonej spredaj in zadaj, ob straneh pa prehaja kot široka maternična vez na steno male medenice. V gubi serozne mrene ležita jajčevod in jajčnik, v njej potekajo žile, mezgovnice in živci ter močna vez od vrha maternice k dimeljskemu kanalu. Maternico pritrjujejo še številne vezi, ki potekajo od materničnega vratu na vse strani k stenam male medenice.